# Diplocephalus transcaucasicus
Diplocephalus transcaucasicus är en spindelart som beskrevs av Andrei V. Tanasevitch 1990. Diplocephalus transcaucasicus ingår i släktet Diplocephalus och familjen täckvävarspindlar.
Artens utbredningsområde är Azerbajdzjan. Inga underarter finns listade i Catalogue of Life.